# Aleksanteri Hakaniemi
Aleksanteri Hakaniemi (Kouvola, 25 ottobre 1994) è un cantante finlandese.

## Biografia
Originario di Kouvola, Hakaniemi ha completato il proprio ciclo di studi presso la Kouvolan yhteiskoulu.
Ha cominciato la sua attività musicale lavorando come DJ per il gruppo musicale Justimus, dopodiché è diventato corista per Reino & the Rhinos ed Evelina.
È entrato a far parte della Sony Music Entertainment Finland nella primavera 2016, rendendo disponibile l'album in studio di debutto Nuorena jaksaa, numero uno nella Suomen virallinen lista, circa due anni dopo.
In occasione degli Emma gaala annuali è stato candidato per due premi. Il suo secondo disco Kouvola, invece, ha debuttato all'interno della classifica LP nazionale in 39ª posizione. Il successore, intitolato Ehkä joskus tiedän miksi, è stato più fortunato, piazzandosi nella top 20.

## Discografia

### Album in studio
- 2018 – Nuorena jaksaa
- 2020 – Kouvola
- 2022 – Ehkä joskus tiedän miksi

### Singoli
- 2016 – Etsi mut
- 2017 – Filmi katkee (feat. Aste)
- 2017 – 15
- 2017 – Pane mut sekasin
- 2017 – Kynttilät
- 2018 – Fucked Up
- 2018 – Pelkääks vai rakastaks
- 2018 – Luuseri
- 2019 – Fuengirola
- 2019 – Radio
- 2019 – Kiitän sua kaikesta
- 2019 – Poika
- 2020 – Kouvola
- 2020 – Muuttolaatikko
- 2020 – Mitä jos ne tajuu
- 2021 – Bonsaipuu
- 2021 – Elokuu
- 2021 – Märkää maalia
- 2023 – Viimeinen kesä sinkkuna
- 2023 – Diskopallo
- 2023 – Sielunkumppani
- 2024 – Eka tai toka

### Collaborazioni
- 2020 – Tuhansien hiekkateiden maa (Aste feat. Aleksanteri Hakaniemi)
- 2024 – Duunarit (Aste feat. Aleksanteri Hakaniemi)